# Nati nel 2006
| Questa pagina contiene informazioni ricavate automaticamente dalle voci biografiche con l'ausilio del template Bio e di un bot. L'aggiornamento è periodico e automatico e ricostruisce completamente la pagina. Se manca una persona in questa lista, sei pregato di non aggiungerla, ma accertati piuttosto che la sua voce biografica contenga il template Bio e che i dati anagrafici siano correttamente compilati. Se il template Bio manca, inseriscilo tu stesso o, in alternativa, metti l'avviso {{tmp\|Bio}} che ne segnala la mancanza. Se i dati riportati sono sbagliati, correggi direttamente la voce biografica; le modifiche saranno visibili in questa lista entro pochi giorni. Per chiarimenti vedi il progetto biografie. La lista contiene solo le 474 persone che sono citate nell'enciclopedia e per le quali è stato implementato correttamente il template Bio. Pagina aggiornata al 18 ago 2025. |

## Gennaio(66)
- 1º gennaio - Ousmane Camara, calciatore burkinabé
- 1º gennaio - Shae O'Brien, sciatrice alpina canadese
- 1º gennaio - Luna Paiano, attrice svizzera
- 1º gennaio - Tobias Slotsager, calciatore danese
- 2 gennaio - Nathalie Armbruster, combinatista nordica tedesca
- 2 gennaio - Axel Atum, calciatore argentino
- 2 gennaio - Claudio Echeverri, calciatore argentino
- 2 gennaio - Maximiliano Porcel, calciatore argentino
- 3 gennaio - Elisèe Assui, cestista italiano
- 3 gennaio - Tara Babulfath, judoka svedese
- 4 gennaio - Daniela Avila Villa, nuotatrice artistica messicana
- 4 gennaio - Marc Guiu, calciatore spagnolo
- 4 gennaio - Ayoub Oufkir, calciatore olandese
- 5 gennaio - David Fernández, calciatore paraguaiano
- 5 gennaio - Artem Husol, calciatore ucraino
- 5 gennaio - Nikolaus Wurmbrand, calciatore austriaco
- 6 gennaio - Nikita Bedrin, pilota automobilistico russo
- 6 gennaio - Rio Cardines, calciatore trinidadiano
- 6 gennaio - Hernán Carroso, calciatore uruguaiano
- 6 gennaio - Birke Haylom, mezzofondista etiope
- 6 gennaio - Tōko Koga, calciatrice giapponese
- 6 gennaio - Alejo Sarco, calciatore argentino
- 6 gennaio - Stefanos Tzimas, calciatore greco
- 8 gennaio - Katie Grimes, nuotatrice statunitense
- 9 gennaio - Mathis Lambourde, calciatore francese
- 9 gennaio - Sarah Toscano, cantautrice italiana
- 10 gennaio - Gonçalo Miguel, calciatore portoghese
- 10 gennaio - João Barros, calciatore portoghese
- 10 gennaio - Yunus Emre Konak, calciatore turco
- 10 gennaio - Zara Kramžar, calciatrice slovena
- 10 gennaio - Octavio Ontivero, calciatore argentino
- 11 gennaio - Tygo Land, calciatore olandese
- 12 gennaio - Stephan Embacher, saltatore con gli sci austriaco
- 12 gennaio - Fellipe Jack, calciatore brasiliano
- 12 gennaio - Vitor Reis, calciatore brasiliano
- 13 gennaio - Puripol Boonson, velocista thailandese
- 13 gennaio - Reza Ghandipour, calciatore iraniano
- 14 gennaio - Samuele Miccoli, cestista italiano
- 14 gennaio - Victor Orakpo, calciatore nigeriano
- 14 gennaio - Mateo Silvetti, calciatore argentino
- 15 gennaio - Max Moerstedt, calciatore tedesco
- 17 gennaio - Dies Janse, calciatore olandese
- 18 gennaio - Mathis Amougou, calciatore francese
- 18 gennaio - JP Chermont, calciatore brasiliano
- 18 gennaio - Martim Fernandes, calciatore portoghese
- 19 gennaio - Selemani Mwalimu, calciatore tanzaniano
- 19 gennaio - Lana Pudar, nuotatrice bosniaca
- 21 gennaio - Kees Smit, calciatore olandese
- 21 gennaio - Ruslan Šumans'kyj, combinatista nordico ucraino
- 22 gennaio - Tahiel Jiménez, calciatore messicano
- 22 gennaio - Elizabeth Lemley, sciatrice freestyle statunitense
- 23 gennaio - Louis Leroux, calciatore francese
- 24 gennaio - Bence Dárdai, calciatore ungherese
- 25 gennaio - Yusuf Akçiçek, calciatore turco
- 25 gennaio - Zakaria Loukili, calciatore svedese
- 26 gennaio - Emileen Moore, nuotatrice artistica statunitense
- 27 gennaio - Valentino Acuña, calciatore argentino
- 27 gennaio - Kim Su-an, attrice sudcoreana
- 27 gennaio - Ludovica Righi, sciatrice alpina italiana
- 28 gennaio - Tevis Gabriel, calciatore brasiliano
- 30 gennaio - Michał Gurgul, calciatore polacco
- 30 gennaio - Kaique Kenji, calciatore brasiliano
- 31 gennaio - Sára Bejlek, tennista ceca
- 31 gennaio - Franco Minerva, calciatore argentino
- 31 gennaio - Stiven Muhlethaler, calciatore uruguaiano
- 31 gennaio - Gianluca Prestianni, calciatore argentino

## Febbraio(43)
- 1º febbraio - Ibrahim Sabra, calciatore giordano
- 2 febbraio - Lucas Bergvall, calciatore svedese
- 3 febbraio - Michelle Agyemang, calciatrice inglese
- 3 febbraio - Giacomo Benvenuti, calciatore sammarinese
- 3 febbraio - Tommaso Benvenuti, calciatore sammarinese
- 3 febbraio - Patryk Paryzek, calciatore polacco
- 4 febbraio - Tyrique George, calciatore inglese
- 5 febbraio - Hugo González, cestista spagnolo
- 5 febbraio - Pedro Henrique Silva dos Santos, calciatore brasiliano
- 7 febbraio - David Martínez, calciatore venezuelano
- 8 febbraio - Joscelyn Roberson, ginnasta statunitense
- 9 febbraio - Nestory Irankunda, calciatore australiano
- 9 febbraio - Luis Guilherme, calciatore brasiliano
- 9 febbraio - Santiago López, calciatore argentino
- 9 febbraio - Igor Orlikowski, calciatore polacco
- 9 febbraio - Bayanda Walaza, velocista sudafricano
- 9 febbraio - Mija Šiftar, pallavolista slovena
- 10 febbraio - Jaiden Bartolo, calciatore gibilterriano
- 10 febbraio - Léa Casta, snowboarder francese
- 10 febbraio - Malak Hebesha, nuotatrice artistica egiziana
- 13 febbraio - Axel Montaña, calciatore uruguaiano
- 14 febbraio - Keny Arroyo, calciatore ecuadoriano
- 14 febbraio - Josh Pierson, pilota automobilistico statunitense
- 14 febbraio - Elle Santana, nuotatrice artistica statunitense
- 14 febbraio - Matteo Togni, ostacolista italiano
- 15 febbraio - Paris Brunner, calciatore tedesco
- 16 febbraio - Viviana Márton, taekwondoka ungherese
- 17 febbraio - Tyler Dibling, calciatore inglese
- 17 febbraio - Zoe Poulis, nuotatrice artistica australiana
- 17 febbraio - Ihojan Pérez, calciatore uruguaiano
- 18 febbraio - Mamadou Doumbia, calciatore maliano
- 18 febbraio - Strahinja Rakić, calciatore serbo
- 19 febbraio - Maher Carrizo, calciatore argentino
- 19 febbraio - Anton Matković, calciatore croato
- 20 febbraio - Cole Campbell, calciatore statunitense
- 20 febbraio - Jhoan Hernández, calciatore colombiano
- 20 febbraio - Rooney Troya, calciatore ecuadoriano
- 22 febbraio - Martinius Stenshorne, pilota automobilistico norvegese
- 23 febbraio - Enes Sali, calciatore canadese
- 24 febbraio - Facundo Núñez, calciatore uruguaiano
- 25 febbraio - Victor Froholdt, calciatore danese
- 27 febbraio - Sam Watson, arrampicatore statunitense
- 28 febbraio - Esquerdinha, calciatore brasiliano

## Marzo(42)
- 1º marzo - Alice Pagliarini, velocista italiana
- 2 marzo - Dylan Harper, cestista statunitense
- 2 marzo - Bazoumana Touré, calciatore ivoriano
- 6 marzo - Callum Voisin, pilota automobilistico britannico
- 7 marzo - Jorrel Hato, calciatore olandese
- 7 marzo - Tre Johnson, cestista statunitense
- 7 marzo - Jonnie Newman, nuotatrice artistica canadese
- 8 marzo - Warren Zaïre-Emery, calciatore francese
- 9 marzo - Riccardo Dalla Mana, atleta paralimpico italiano
- 10 marzo - Kyle Alessandro, cantautore norvegese
- 10 marzo - Mike Themsen, calciatore danese
- 10 marzo - Saná Fernandes, calciatore portoghese
- 10 marzo - Dink Pate, cestista statunitense
- 10 marzo - Camilo Rey Domenech, calciatore argentino
- 11 marzo - Mats Rots, calciatore olandese
- 12 marzo - Amin Chiakha, calciatore danese
- 12 marzo - Archie Gray, calciatore inglese
- 12 marzo - Lee Re, attrice sudcoreana
- 13 marzo - Leon Luke Mendonca, scacchista indiano
- 14 marzo - Felix Oberwaditzer, calciatore liechtensteinese
- 14 marzo - Simone Pafundi, calciatore italiano
- 14 marzo - Lucas Vennegoor of Hesselink, calciatore olandese
- 15 marzo - William Gomes, calciatore brasiliano
- 15 marzo - Catrina Tan Chia-yu, giocatrice di badminton australiana
- 15 marzo - Juan Manuel Villalba, calciatore argentino
- 16 marzo - Catherine Kunin, nuotatrice artistica israeliana
- 17 marzo - Gabriele Targhetta, ginnasta italiano
- 18 marzo - Keita Kosugi, calciatore giapponese
- 18 marzo - Dominic Richmond, calciatore montserratiano
- 20 marzo - Bruno Centeno, calciatore uruguaiano
- 23 marzo - Lilla Minna Ábrahám, nuotatrice ungherese
- 24 marzo - Gustavo Escobar, attore statunitense
- 24 marzo - Aymen Sliti, calciatore olandese
- 25 marzo - Ryūsei Yamada, snowboarder giapponese
- 26 marzo - Thiago Helguera, calciatore uruguaiano
- 27 marzo - Alia Bitonci, rugbista a 15 italiana
- 27 marzo - Cheng Zilong, tuffatore cinese
- 28 marzo - Francisco Marizán, calciatore dominicano
- 29 marzo - Ismael Konate, calciatore italiano
- 29 marzo - Jazmine Lam, giocatrice di badminton australiana
- 30 marzo - Jason Colby, saltatore con gli sci statunitense
- 30 marzo - Nikolett Pádár, nuotatrice ungherese

## Aprile(42)
- 2 aprile - Aboubacar Ali Abdallah, calciatore francese
- 2 aprile - Morte di Armita Geravand, curda († 2023)
- 2 aprile - Alexandra Gleditsch Melgaard, sciatrice alpina norvegese
- 5 aprile - Fidel Barajas, calciatore messicano
- 5 aprile - Facundo Techera, calciatore uruguaiano
- 6 aprile - Innes FitzGerald, mezzofondista britannica
- 6 aprile - Janna Jihad, giornalista e attivista palestinese
- 7 aprile - Tiago Pereira Cardoso, calciatore lussemburghese
- 8 aprile - Patricio Pacífico, calciatore uruguaiano
- 8 aprile - Mateo Peralta, calciatore uruguaiano
- 10 aprile - Matías Galindo, calciatore boliviano
- 10 aprile - Hamza Güreler, calciatore turco
- 10 aprile - Dana Heath, attrice, doppiatrice e modella statunitense
- 11 aprile - Juma Bah, calciatore sierraleonese
- 11 aprile - Lee Chae-un, snowboarder sudcoreano
- 12 aprile - Luiz Gustavo, calciatore brasiliano
- 13 aprile - Aurora Lázaro, nuotatrice artistica spagnola
- 14 aprile - Mario Saint-Supery, cestista spagnolo
- 14 aprile - Ben Saraf, cestista israeliano
- 16 aprile - Maya Joint, tennista australiana
- 16 aprile - Fodé Sylla, calciatore francese
- 16 aprile - Yang Min-hyeok, calciatore sudcoreano
- 18 aprile - Thiago Silvero, calciatore argentino
- 19 aprile - Divine Teah, calciatore liberiano
- 20 aprile - Yasin Özcan, calciatore turco
- 23 aprile - Jon Martín, calciatore spagnolo
- 23 aprile - Sergiu Perciun, calciatore moldavo
- 24 aprile - Uroš Sremčević, calciatore serbo
- 24 aprile - Dominik Szala, calciatore polacco
- 25 aprile - David Alonso, pilota motociclistico colombiano
- 25 aprile - Daria Klepikova, nuotatrice russa
- 25 aprile - Miron Lifincev, nuotatore russo
- 26 aprile - Julius Lorents, calciatore danese
- 26 aprile - Kamila Valieva, pattinatrice artistica su ghiaccio russa
- 27 aprile - Juan Valentín Giménez, calciatore argentino
- 27 aprile - Tomás Pérez, calciatore argentino
- 27 aprile - Agustín Ruberto, calciatore argentino
- 28 aprile - Gustavo Albarracín, calciatore argentino
- 28 aprile - Kiawentiio, attrice canadese
- 28 aprile - Lucas Ferreira, calciatore brasiliano
- 29 aprile - Xochitl Gomez, attrice statunitense
- 30 aprile - Luighi, calciatore brasiliano

## Maggio(42)
- 1º maggio - Cansın Kütüçoğlu, nuotatrice artistica turca
- 1º maggio - Lewis Miley, calciatore inglese
- 3 maggio - Karem Zoabi, calciatore israeliano
- 4 maggio - Rocco Jamieson, snowboarder neozelandese
- 5 maggio - Josh Acheampong, calciatore inglese
- 5 maggio - Julien Duranville, calciatore belga
- 5 maggio - Alysson Edward, calciatore brasiliano
- 6 maggio - Henry Camara, calciatore guineano
- 6 maggio - Aryan Simhadri, attore e doppiatore statunitense
- 6 maggio - Aubin Sparfel, ciclista su strada e ciclocrossista francese
- 11 maggio - Faustino Barone, calciatore uruguaiano
- 12 maggio - Vasilije Adžić, calciatore montenegrino
- 12 maggio - João Cruz, calciatore brasiliano
- 12 maggio - Gabriel Capicchioni, calciatore sammarinese
- 13 maggio - Adaejah Hodge, velocista anglo-verginiana
- 14 maggio - Linda Manfredini, pallavolista italiana
- 14 maggio - Samuel Ogazi, velocista nigeriano
- 15 maggio - David Muñoz, pilota motociclistico spagnolo
- 15 maggio - Yoram Zague, calciatore francese
- 16 maggio - Neta Rubichek, nuotatrice artistica israeliana
- 17 maggio - Jeanne Clair, nuotatrice artistica francese
- 17 maggio - Senny Mayulu, calciatore francese
- 17 maggio - Mia Ristić, tennista serba
- 17 maggio - Oscar Schwartau, calciatore danese
- 19 maggio - Jana Koščak, multiplista, altista e lunghista croata
- 19 maggio - India Sardjoe, danzatrice olandese
- 20 maggio - Adriana Krūzmane, triplista e lunghista lettone
- 21 maggio - Erika Saraceni, triplista italiana
- 22 maggio - Paolo Calione, calciatore uruguaiano
- 22 maggio - Miloš Jović, calciatore serbo
- 22 maggio - Miguel Vegas, calciatore venezuelano
- 25 maggio - Matthew Evans, calciatore guatemalteco
- 25 maggio - Lorenzo Galossi, nuotatore italiano
- 25 maggio - Tomás Silva, calciatore portoghese
- 25 maggio - Maja Waroschitz, sciatrice alpina austriaca
- 27 maggio - Luca Lunetta, pilota motociclistico italiano
- 28 maggio - Amady Camara, calciatore maliano
- 28 maggio - Tayler Carrington, calciatore gibilterriano
- 28 maggio - Kauã Elias, calciatore brasiliano
- 29 maggio - Dommaraju Gukesh, scacchista indiano
- 31 maggio - Niccolò Calvagna, attore italiano
- 31 maggio - Olivia Wunsch, nuotatrice australiana

## Giugno(37)
- 1º giugno - Abdul Wakeel Bolkiah, principe bruneiano
- 1º giugno - Ana Bokal, sciatrice alpina slovena
- 1º giugno - Gabriele Minak, nuotatore artistico italiano
- 2 giugno - Adam Aznou, calciatore marocchino
- 2 giugno - Givairo Read, calciatore olandese
- 4 giugno - Dame Sarr, cestista italiano
- 5 giugno - DJ Nevykėlė, disc jockey lituana
- 5 giugno - Nicolas Giacopetti, calciatore sammarinese
- 6 giugno - Angela Andreoli, ginnasta italiana
- 6 giugno - Almugera Kabar, calciatore tedesco
- 12 giugno - Francisca Aronsson, attrice, cantante e ballerina svedese
- 12 giugno - Yasmin Tuyakova, nuotatrice artistica kazaka
- 13 giugno - Allen Obando, calciatore ecuadoriano
- 14 giugno - Viktor Druzin, nuotatore artistico kazako
- 15 giugno - Pape Daouda Diong, calciatore senegalese
- 16 giugno - João Victor de Souza Menezes, calciatore brasiliano
- 18 giugno - Michelle Smith, ostacolista, mezzofondista e velocista americo-verginiana
- 19 giugno - Héloïse Guillot, nuotatrice artistica francese
- 19 giugno - Manuela Sciabica, calciatrice italiana
- 20 giugno - Jeremías Merlo, calciatore argentino
- 21 giugno - Benno Brandis, sciatore alpino tedesco
- 21 giugno - Corsin Konietzke, calciatore svizzero
- 21 giugno - Dylan Smith, calciatore scozzese
- 21 giugno - Sindre Walle Egeli, calciatore norvegese
- 22 giugno - Zépiqueno Redmond, calciatore olandese
- 22 giugno - Ayano Shimada, nuotatrice artistica giapponese
- 22 giugno - Lorenzo Venturino, calciatore italiano
- 23 giugno - Lucas Høgsberg, calciatore danese
- 23 giugno - Eli Junior Kroupi, calciatore francese
- 24 giugno - Risa Ueno, goista giapponese
- 25 giugno - Mckenna Grace, attrice statunitense
- 25 giugno - Abdramane Konaté, calciatore ivoriano
- 27 giugno - Aldi Satya Mahendra, pilota motociclistico indonesiano
- 28 giugno - Manuel Senoner, combinatista nordico italiano
- 29 giugno - Nahuel Leivas, calciatore uruguaiano
- 29 giugno - Dóra Molnár, nuotatrice ungherese
- 30 giugno - Fahamedul Islam, calciatore bangladese

## Luglio(35)
- 1º luglio - Chiara Gomez, nuotatrice artistica spagnola
- 3 luglio - Eliot Bujupi, calciatore kosovaro
- 3 luglio - Prestina Ochonogor, lunghista nigeriana
- 4 luglio - Lorran, calciatore brasiliano
- 5 luglio - Esteban Crucci, calciatore uruguaiano
- 6 luglio - Kaho Aitaka, nuotatrice artistica giapponese
- 6 luglio - Kubrat Jonaščă, calciatore bulgaro
- 6 luglio - Daniela Marková, nuotatrice artistica ceca
- 8 luglio - Isabella Sermon, attrice britannica
- 10 luglio - Juan Morán, calciatore argentino
- 11 luglio - Mia Wild, ostacolista e velocista croata
- 12 luglio - Iván Román, calciatore cileno
- 13 luglio - Amadou Diallo, calciatore guineano
- 15 luglio - Hamidou Makalou, calciatore maliano
- 17 luglio - Finn Jeltsch, calciatore tedesco
- 18 luglio - Samuel Amo-Ameyaw, calciatore inglese
- 18 luglio - Volodar Murzin, scacchista russo
- 18 luglio - Daneliya Tuleşova, cantante kazaka
- 19 luglio - Jaydee Canvot, calciatore francese
- 19 luglio - Clervie Ngounoue, tennista statunitense
- 20 luglio - Prince Ricardo Dossou, calciatore beninese
- 21 luglio - Endrick Felipe Moreira de Sousa, calciatore brasiliano
- 22 luglio - Javon Walton, attore e pugile statunitense
- 24 luglio - Kazeem Ogunleye, calciatore nigeriano
- 25 luglio - Dylan Peraić-Cullen, calciatore australiano
- 26 luglio - Ana Maria Bărbosu, ginnasta rumena
- 26 luglio - Vicky López, calciatrice spagnola
- 26 luglio - Mallory Wanecque, attrice francese
- 26 luglio - Ricardo Mathias, calciatore brasiliano
- 27 luglio - Irada Islamova, nuotatrice artistica kazaka
- 28 luglio - Lilou Lluís Valette, nuotatrice artistica spagnola
- 29 luglio - Hindolo Mustapha, calciatore sierraleonese
- 29 luglio - Ángela Ruiz, arciera messicana
- 29 luglio - Dila Yıldız, nuotatrice artistica turca
- 30 luglio - Anežka Indráčková, saltatrice con gli sci ceca

## Agosto(30)
- 1º agosto - Filip Živković, calciatore croato
- 2 agosto - Héctor Fort, calciatore spagnolo
- 2 agosto - Enrico Persiani, pilota automobilistico italiano
- 2 agosto - Alessandro Ragaini, nuotatore italiano
- 3 agosto - Blanca Quiñonez, cestista ecuadoriana
- 3 agosto - Rayan Vitor Simplício Rocha, calciatore brasiliano
- 7 agosto - Filip Rózga, calciatore polacco
- 8 agosto - Tidiam Gomis, calciatore francese
- 11 agosto - Agnese Campeol, bobbista thailandese
- 11 agosto - Savo Drezgić, cestista serbo
- 13 agosto - Ace Bailey, cestista statunitense
- 13 agosto - Riquelme Freitas, calciatore brasiliano
- 13 agosto - Óscar David López Raslan, calciatore boliviano
- 14 agosto - Kal So-won, attrice sudcoreana
- 15 agosto - Maria Alavidze, nuotatrice artistica georgiana
- 16 agosto - George Ilenikhena, calciatore nigeriano
- 17 agosto - Naja Poje Mihelič, calciatrice e giocatrice di calcio a 5 slovena
- 18 agosto - Kantinan Adisaisiributr, nuotatore artistico thailandese
- 18 agosto - Summer McIntosh, nuotatrice canadese
- 19 agosto - Sara Curtis, nuotatrice italiana
- 19 agosto - El Hadary Raheriniaina, calciatore malgascio
- 21 agosto - João Fonseca, tennista brasiliano
- 24 agosto - Merit Adigwe, pallavolista italiana
- 25 agosto - Andrea Kimi Antonelli, pilota automobilistico italiano
- 25 agosto - Lennon Miller, calciatore scozzese
- 26 agosto - Victoria Mboko, tennista canadese
- 27 agosto - Tony Biakolo, calciatore centrafricano
- 29 agosto - Bahereba Guirassy, calciatore francese
- 29 agosto - Nhoa Sangui, calciatore francese
- 30 agosto - Sondre Granaas, calciatore norvegese

## Settembre(34)
- 1º settembre - Sani Suleiman, calciatore nigeriano
- 3 settembre - Huang Yuting, tiratrice a segno cinese
- 4 settembre - Anna Pniowsky, attrice canadese
- 5 settembre - Adrian Reid, calciatore giamaicano
- 6 settembre - Hisahito di Akishino, principe giapponese
- 6 settembre - Kenay Myrie, calciatore costaricano
- 6 settembre - Tracy Naluwooza, giocatrice di badminton ugandese
- 7 settembre - Ian Chen, attore e doppiatore statunitense
- 9 settembre - Alessio Raballo, calciatore cubano
- 10 settembre - Bassala Bagayoko, cestista maliano
- 10 settembre - Sallieu Bah, calciatore sierraleonese
- 11 settembre - Olger Escobar, calciatore guatemalteco
- 11 settembre - Rikuto Tamai, tuffatore giapponese
- 12 settembre - Zackary Arthur, attore statunitense
- 12 settembre - Félix Lebrun, tennistavolista francese
- 14 settembre - Chancelle Effa Effa, calciatrice francese
- 14 settembre - Khaman Maluach, cestista sudsudanese
- 15 settembre - Matylda Jandová, nuotatrice artistica ceca
- 16 settembre - Idrissa Gueye, calciatore senegalese
- 17 settembre - Mats Egbring, calciatore olandese
- 18 settembre - Trafim Mel'ničėnka, calciatore bielorusso
- 19 settembre - Tommaso Brugnami, ginnasta italiano
- 21 settembre - Gonzalo Petit, calciatore uruguaiano
- 22 settembre - Ayden Heaven, calciatore inglese
- 22 settembre - Juan Ignacio Rodríguez Sevilla, calciatore uruguaiano
- 26 settembre - Myles Lewis-Skelly, calciatore inglese
- 27 settembre - Sharifa Davronova, triplista e lunghista uzbeka
- 27 settembre - Mikel Gogorza, calciatore danese
- 27 settembre - Miha Oserban, sciatore alpino sloveno
- 27 settembre - Nil Talu, nuotatrice artistica turca
- 27 settembre - Sydney Tjonadi, giocatrice di badminton australiana
- 28 settembre - James Scanlon, calciatore gibilterriano
- 28 settembre - Momona Tamada, attrice canadese
- 30 settembre - Muriel Mohr, sciatrice freestyle tedesca

## Ottobre(32)
- 1º ottobre - Priah Ferguson, attrice statunitense
- 1º ottobre - Alberto Riccardi, calciatore sammarinese
- 2 ottobre - Irina Govorukhin, nuotatrice artistica kazaka
- 3 ottobre - Sarah Iliev, tennista francese
- 3 ottobre - Josie Johnson, saltatrice con gli sci statunitense
- 3 ottobre - Sara Saitō, tennista giapponese
- 5 ottobre - Maja-Li Iafrate Danielsson, snowboarder francese
- 5 ottobre - Jacob Tremblay, attore canadese
- 6 ottobre - Mattias Wilson, sciatore alpino statunitense
- 7 ottobre - Giada Pellegrino Cimò, calciatrice italiana
- 9 ottobre - Matteo Santoro, tuffatore italiano
- 10 ottobre - Lilou Zepchi, saltatrice con gli sci francese
- 11 ottobre - Isak Alemayehu, calciatore svedese
- 11 ottobre - Smilla Holmberg, calciatrice svedese
- 12 ottobre - Alexander Ax Swartz, sciatore alpino svedese
- 13 ottobre - Pranav Venkatesh, scacchista indiano
- 14 ottobre - Lucas Camejo, calciatore uruguaiano
- 14 ottobre - Jeremiah Fears, cestista statunitense
- 16 ottobre - Ryūnosuke Satō, calciatore giapponese
- 17 ottobre - Giorgia Collomb, sciatrice alpina italiana
- 18 ottobre - Charlotte Figi, attivista statunitense († 2020)
- 18 ottobre - Kimmy Repond, pattinatrice artistica su ghiaccio svizzera
- 23 ottobre - Victor Vernicos, cantautore greco
- 24 ottobre - Agustín Medina, calciatore argentino
- 24 ottobre - Luca Regiardo, calciatore argentino
- 25 ottobre - Carlos Aguilar, calciatore guatemalteco
- 25 ottobre - Milo J, rapper e cantante argentino
- 26 ottobre - Sarah Moraa, mezzofondista keniana
- 26 ottobre - Tuukka Taponen, pilota automobilistico finlandese
- 28 ottobre - Yanis Issoufou, calciatore francese
- 28 ottobre - Yoon Do-young, calciatore sudcoreano
- 30 ottobre - Saniyya Sidney, attrice statunitense

## Novembre(30)
- 1º novembre - Giuseppe Disabato, marciatore italiano
- 2 novembre - Manila Esposito, ginnasta italiana
- 3 novembre - Pranav Anand, scacchista indiano
- 3 novembre - Oleksandr Šovkopljas, combinatista nordico ucraino
- 4 novembre - Angelina, cantante francese
- 4 novembre - Darja Varfolomeev, ginnasta russa
- 5 novembre - Giulia Rossi-Bene, nuotatrice francese
- 7 novembre - Giulia Dragoni, calciatrice italiana
- 7 novembre - Maya Kelly, tuffatrice statunitense
- 11 novembre - Joan Beringer, cestista francese
- 11 novembre - Jeff Ekhator, calciatore italiano
- 11 novembre - Tobías Ramírez Cardozo, calciatore argentino
- 12 novembre - Pola Bełtowska, saltatrice con gli sci polacca
- 14 novembre - Sorato Anraku, arrampicatore giapponese
- 14 novembre - Yan Diomande, calciatore ivoriano
- 15 novembre - Viktória Chladoňová, ciclista su strada, ciclocrossista e mountain biker slovacca
- 15 novembre - Lara Colturi, sciatrice alpina italiana
- 15 novembre - Lovre Kulušić, calciatore croato
- 16 novembre - Mason Ramsey, cantante statunitense
- 20 novembre - Lucas Bretón, calciatore dominicano
- 20 novembre - Ange Martial Tia, calciatore maliano
- 21 novembre - Ryan Francisco, calciatore brasiliano
- 22 novembre - Wu Yiming, goista cinese
- 23 novembre - Yudong Wang, calciatore cinese
- 24 novembre - Simeon Nikolov, pallavolista bulgaro
- 24 novembre - Nina Pinzarrone, pattinatrice artistica su ghiaccio belga
- 26 novembre - Guo Sitong, sincronetta cinese
- 29 novembre - Milla Jansen, nuotatrice australiana
- 30 novembre - Lazar Jovanović, calciatore serbo
- 30 novembre - Weng Yangning, saltatrice con gli sci cinese

## Dicembre(35)
- 1º dicembre - Noahkai Banks, calciatore statunitense
- 1º dicembre - Marc Domènech, calciatore spagnolo
- 1º dicembre - Ángel Piqueras, pilota motociclistico spagnolo
- 3 dicembre - Emily Minante, nuotatrice artistica colombiana
- 5 dicembre - Silia Kapsis, cantante, attrice e ballerina australiana
- 5 dicembre - Audrey Kwon, nuotatrice artistica statunitense
- 6 dicembre - Samy Merheg, calciatore colombiano
- 8 dicembre - Romain Allemand, snowboarder francese
- 8 dicembre - Kim Chae-yeon, pattinatrice artistica su ghiaccio sudcoreana
- 9 dicembre - Junior Colina, calciatore venezuelano
- 9 dicembre - Pixie Davies, attrice britannica
- 10 dicembre - Jerry Afriyie, calciatore ghanese
- 12 dicembre - Loice Chekwemoi, ostacolista ugandese
- 15 dicembre - Sidiki Chérif, calciatore francese
- 17 dicembre - Hawi Abera, mezzofondista etiope
- 18 dicembre - Noa Essengue, cestista francese
- 18 dicembre - Mio Narita, nuotatrice giapponese
- 19 dicembre - Sverre Nypan, calciatore norvegese
- 19 dicembre - Elina Stary, sciatrice alpina austriaca
- 19 dicembre - Christopher Yoo, scacchista statunitense
- 19 dicembre - Marija Začepa, nuotatrice artistica ucraina
- 20 dicembre - Elohim Kaboré, calciatore ivoriano
- 20 dicembre - Biniam Mehary, mezzofondista etiope
- 21 dicembre - Cooper Flagg, cestista statunitense
- 21 dicembre - Giovanni Leoni, calciatore italiano
- 21 dicembre - Nikola Colov, pilota automobilistico bulgaro
- 22 dicembre - Anna Andrianova, nuotatrice artistica russa
- 24 dicembre - Callum Booth-Ford, attore britannico
- 25 dicembre - Chrīstos Mouzakitīs, calciatore greco
- 26 dicembre - Xu Jingen, goista taiwanese
- 27 dicembre - Jaclyn Barclay, nuotatrice australiana
- 27 dicembre - Eneli Jefimova, nuotatrice estone
- 29 dicembre - Ethan Mbappé, calciatore francese
- 29 dicembre - Brian Musau, mezzofondista keniota
- 30 dicembre - Kaylia Nemour, ginnasta algerina

## Senza giorno specificato(6)
- Elsa Feliciello, sciatrice alpina canadese
- Annika Hunt, sciatrice alpina statunitense
- Rene Rautiainen, giocatore di football americano finlandese
- Eline Roebers, scacchista olandese
- Fabienne Wenger, sciatrice alpina svizzera
- Alina Willi, sciatrice alpina svizzera